# Ornex
Ornex – miejscowość i gmina we Francji, w regionie Owernia-Rodan-Alpy, w departamencie Ain.

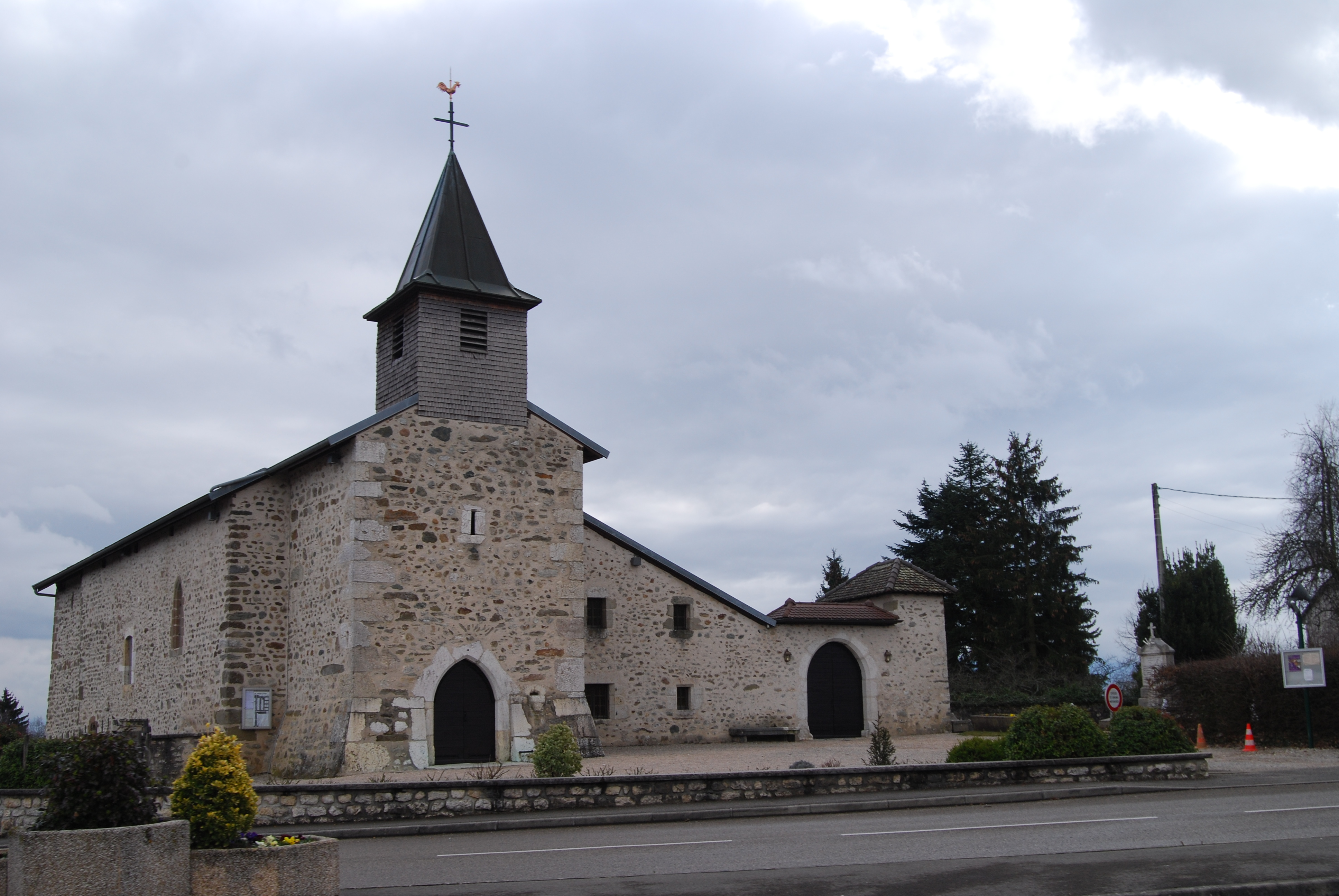
Kościół św. Brice’a (2008 r.)

## Demografia
Według danych na styczeń 2012 roku gminę zamieszkiwało 4138 osób, a gęstość zaludnienia wynosiła 733,7 osób/km².